# Fludiazepam
Fludiazepam, comercializado sob o nome de Erispan (エリスパン) é uma benzodiazepina potente derivada do 2ʹ-fluoro do diazepam, originalmente desenvolvido por Hoffman-La Roche na década de 1960. É comercializado no Japão e em Taiwan. Ele exerce suas propriedades farmacológicas através do aumento da inibição GABAérgica. O fludiazepam tem 4 vezes mais afinidade de ligação com os receptores GABA que o diazepam. Possui propriedades ansiolíticas, anticonvulsivantes, sedativas, hipnóticas e relaxantes musculoesqueléticas. O fludiazepam tem sido usado recreacionalmente.